# Друк Юнайтед
Друк Юнайтед (англ. Druk Athletic Football Club) — бутанський футбольний клуб з міста Тхімпху, який виступає у Національній лізі Бутану, вищому дивізіоні національного чемпіонату. Домашні матчі проводить на стадіоні «Чанглімітанг».

## Історія

### 2002—2012
Вперше у бутанських футбольних турнірах взяв участь 2002 року, того сезону команда грала в B-Дивізіоні. З чотирма перемогами та однією поразкою в п’яти поєдинках вони виграли групу, випередивши на два очки ФК «Шаркс». Після цього «Друк Юнайтед» поступився у півфіналі «Єедзіну» (0:1), але здобув перемогу в плей-оф за 3-тє місце.
Вочевидь, третього місця було достатньо, щоб підвищитися в класі, й команда потрапила до вищого дивізіону чемпіонату Бутану. Але за підсумками сезону 2003 року «Друк Юнайтед» посів останнє 9-те місце, при чому набрав лише одне очко. Команда поступилася «Транспорт Юнайтед» (0:6), «Ранджунг Юнайтед» (1:6), «Джонгрік» (2:5), «Рігжунг» (3:7) та «Друк Старз» (1:2). Окрім цього, команда поступилася «Роял Бутан Армі» та здобула своє єдине очко або проти «Єедзіна», або проти майбутніх переможців чемпіонату «Друкпола». За підсумками сезону «Друк Юнайтед» вилетів з вищого дивізіону.
Невідомо, чи вони знову брали участь у змаганнях між 2004 і 2012 роками, і немає даних про їх виступи у будь-якому майбутньому сезоні А-дивізіону, про які збереглися записи.

### 2012—наш час
У 2012 році «Друк Юнайтед» стали віце-чемпіонами B-дивізіону, програвши у фіналі на стадіоні «Чангджиджи» з рахунком 1:5 «Друк Старз». Але, разом з «Друк Старз», вони здобули путівку до A-Дивізіону, де фінішували на 5-му місці серед 6-ти команд-учасниць. У восьми матчах «Друк Юнайтед» здобув 2 перемоги та зазнав 6 поразок, у тому числі й від «Їдзіна» (2:10). Команда обіграла «Дзонгрік» (3:1) та «Друк Старз» (2:0). Разом із «Друк Старз» брали участь у плей-офф за право збереження місця в еліті разом із двома найкращими командами з B-Дивізіону цього сезону, «Мотітханг» та БМВ. Повні результати плей-оф невідомі, але відомо, що «Друк Юнайтед» виграв перший зі своїх матчів у «Друк Старз» з рахунком 4:3.
Сезон 2014 року став найуспішнішим на сьогодні для «Друк Юнайтед». Повернувшись до найвищого дивізіону бутанського футболу, вони виграли A-Дивізіон, випередивши на два очки «Тхімпху Сіті» з дев'ятьма перемогами та однієї нічиєю з дванадцяти матчів, по ходу сезону займав третє місце та подолав дефіцит у шість балів у другій половині сезону. Їх перемога в А-дивізіоні вперше дозволила клубу кваліфікуватися до Національної ліги. Перший виступ «Друк Юнайтед» у Національній лізі був не менш успішним. Вони фінішували на першому місці, випередивши «Уг'єн Академі» завдяки кращій різниці забитих та пропущених м'ячів, втративши очки лише в матчі проти вище вказаної команди (нічия, 2:2) та програвши Друкполу (2:1) та «Тхімпху Сіті» (3:0). Вони виграли решту матчів, включаючи перемогу над «Бутанг Кліринг» з рахунком 4:0, незважаючи на вигнання Уґ'єна Четена і Наванга Дендупа. Вигравши лігу та через скасування Кубку президента АФК, вони стали першою командою з Бутану, яка виступала в Кубку АФК.

## Досягнення
- Національна ліга Бутану
  -  Чемпіон (1): 2014

- А-Дивізіон
  -  Чемпіон (1): 2014

## Статистика виступів на континентальних турнірах
Голи «Друк Юнайтед» у домашніх та виїзних матчах у таблиці вказано на першому місці.
| 2016 | Кубок АФК | Кваліфікаційний раунд | «К-Електрик» | 3–3 |
| 2016 | Кубок АФК | Кваліфікаційний раунд | «Хоромхон»   | 0–0 |